# 皮尤莫格納河
46°28′37″N 8°47′46″E / 46.47701°N 8.79612°E

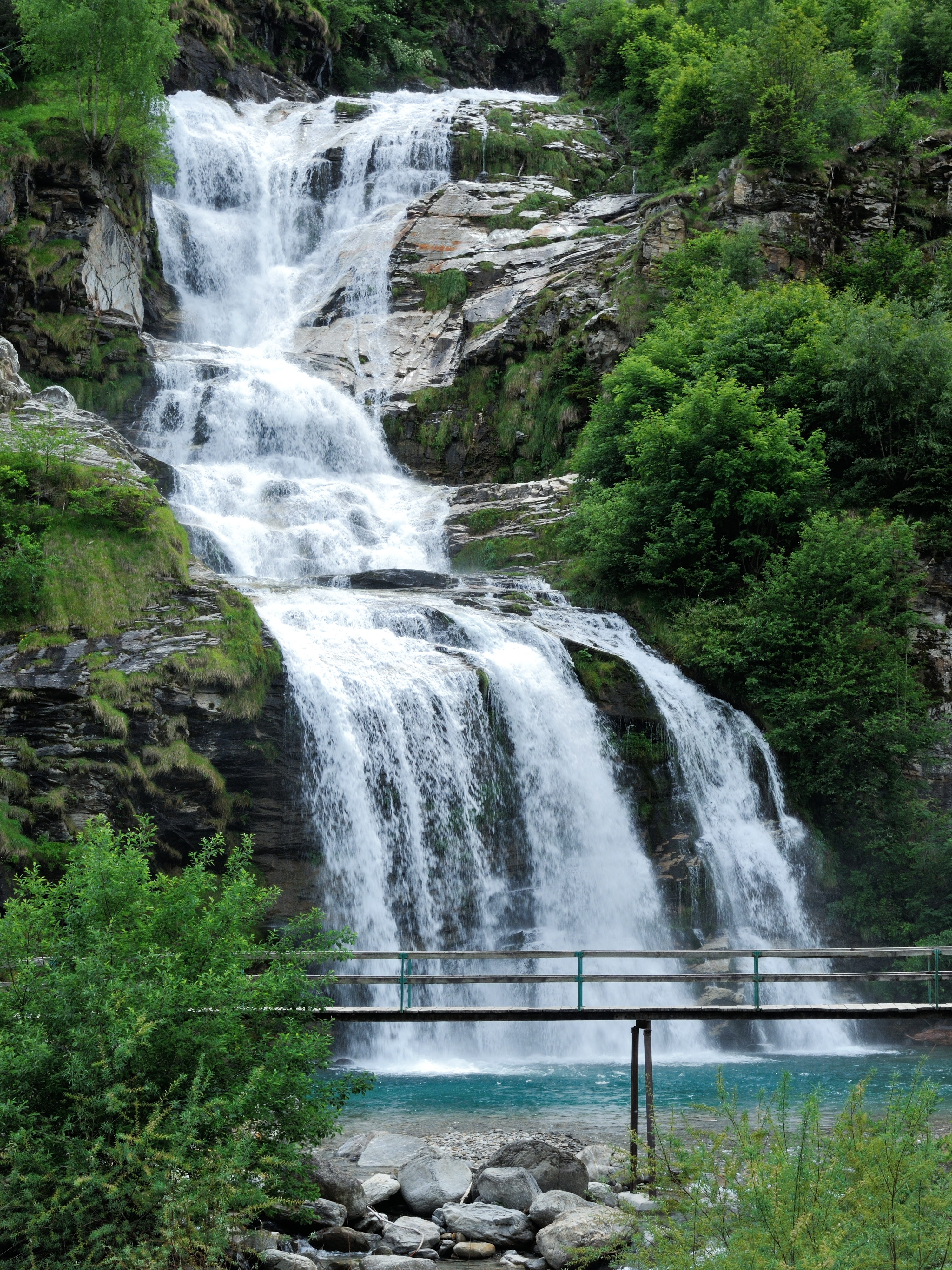

皮尤莫格納河是瑞士的河流，位於該國南部，流經提契諾州，屬於提契諾河的右支流，河道全長10.6公里，流域面積23.2平方公里，河口處在法伊多附近。